# Shoco
De shoco (Athene cunicularia arubensis) is een voor Aruba endemische ondersoort van de holenuil. Sedert 2015 is de shoco een nationaal symbool van Aruba.

## Taxonomie
Op de IOC World Bird List komt de ondersoort A. c. arubensis niet meer voor maar is daar samengevoegd met de ondersoort A. c. brachyptera.

## Kenmerken
De shoco heeft een kop-staartlengte van 18 tot 25 centimeter. Opvallende kenmerken zijn de grote ronde gele ogen, prominente witachtige wenkbrauwen, ontbrekende oorbosjes en relatief lange, grijze benen.

## Verspreiding
Er wordt aangenomen op basis van observaties van gedrag en vocalisaties dat de shoco naar alle waarschijnlijkheid een volledige en afzonderlijk soort uil is. Voorts wordt vermoed dat de shoco naar alle waarschijnlijkheid al minstens meer dan anderhalf miljoen jaar op Aruba is. Aruba is het enige land binnen het Koninkrijk der Nederlanden met een holenuil.

## Leefwijze en Status
De Arubaanse holenuil leeft in holen op de grond in gebieden met lage cactusbegroeiing en droog bos. 

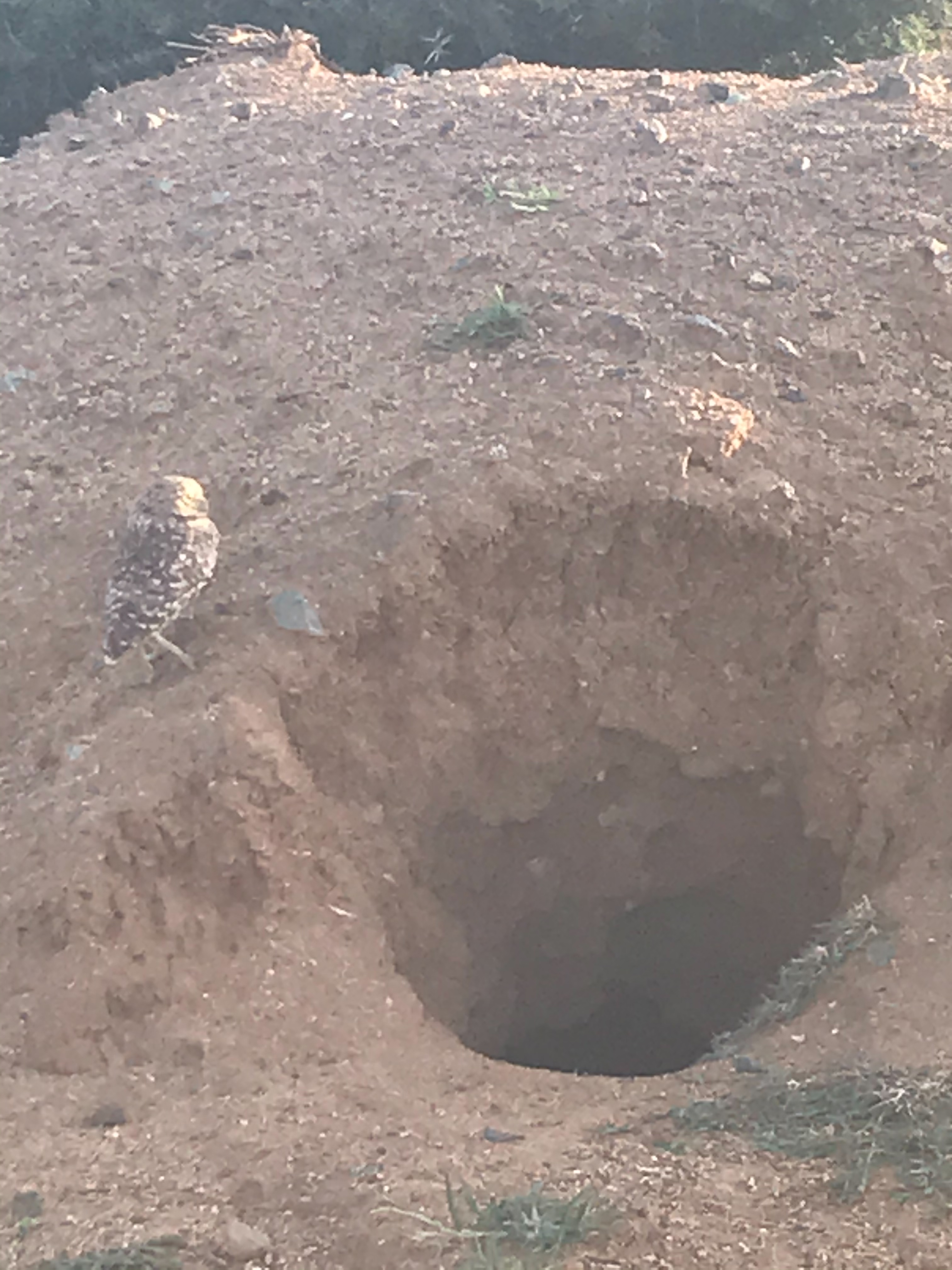
Hol van de shoco nabij Alto Vista

 Als de shoco geen kuil kan vinden, graaft ze zelf een kuil in zachte grond. Omdat een groot deel van de levensgeschiedenis van deze subsoort nog onbekend is, wordt de populatie binnen het beschermde gebied van de Nationaal park Arikok gevolgd.
De shoco is aangewezen als bedreigde soort en geniet wettelijke bescherming. Ondanks zijn populariteit staan het welzijn en voortbestaan van de holenuil onder grote druk. In de eerste twee decennia van de 21e eeuw groeide de Arubaanse bevolking en daarmee de bewoningdichtheid. Met 636 personen per vierkante kilometer in 2017 overtrof deze zelfs de dichtheid van Nederland. Dit heeft als gevolg dat de habitat van de shoco sterk beperkt en gefragmenteerd is. Daarnaast vormen de ongereguleerde en extreme toename van de toeristische offroad-recreatie en de aanwezigheid van de uitheemse boa constrictor een bedreiging voor het voortbestaan van de shoco. In 2013 werd de grootte van de populatie op minder dan 200 broedparen geschat.

## Voortplanting
Het hol dient ook als nestplaats. De shoco legt 1 of 2 eieren om de dag totdat ze alle eieren heeft gelegd. Een shoco kan tot 4 eieren leggen, die gedurende 3-4 weken worden bebroed. De jonge uiltjes worden 3 maanden verzorgd totdat ze het nest uit komen. Gravende uilen leggen typisch drie tot zes eieren die gedurende 28 dagen worden bebroed en na 42 dagen uitkomen. Het is onduidelijk of dit ook geldt voor de shoco.

## Voedsel
Het voedsel bestaat voornamelijk uit muizen, hagedissen en grote insekten, waaronder kevers en sprinkhanen. Hierop zet hij de jacht in vanaf de grond; lopend, hinkend of rennend. Ook pleegt hij vanaf een hoge zitplek zijn prooi op te sporen en deze met de voeten te vangen. De shoco is overdag actief, maar is later op de dag en ’s avonds actiever met jagen. Deze uilen kunnen heel goed in het donker zien en kunnen heel goed horen.

## Nationaal symbool

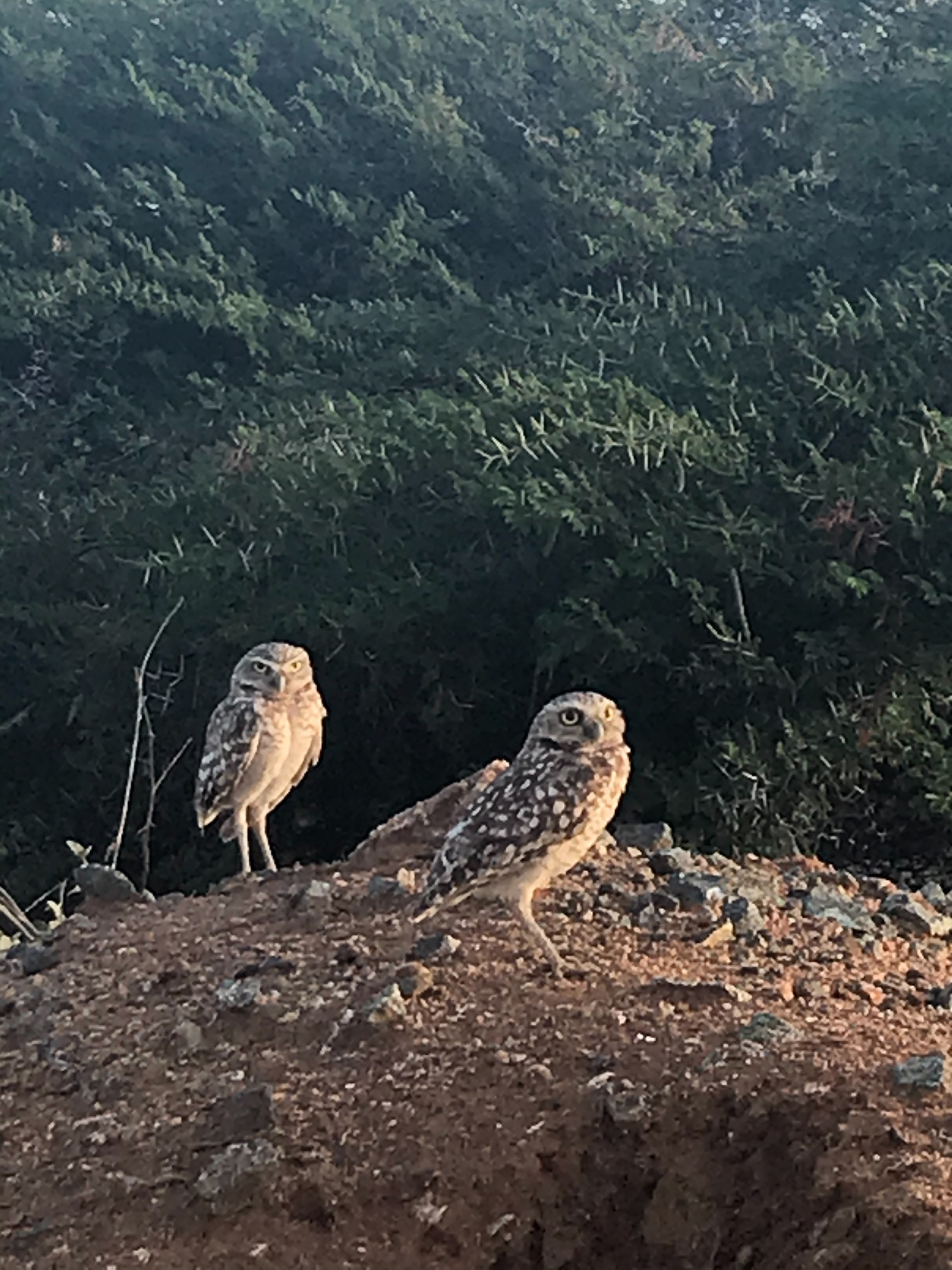
Shoco

De shoco is het inheemse diersoort dat het meest met Aruba wordt geassocieerd. Het is onderdeel van de lokale cultuur en dient van oudsher als symbool van wijsheid en kennis. In 2015 werd de shoco officieel tot nationaal symbool van Aruba aangewezen, nadat deze sinds 2012 al als zodanig fungeerde. Aruba kent ook sedert 2017 een nationale vogel: de prikichi of Maïsparkiet (Aratinga pertinax arubensis). Van de 270 vogelsoorten die voor Aruba geregistreerd zijn komen deze twee enkel op Aruba voor.
De beeltenis van de shoco is in Aruba welbekend. In 1990 werd een serie bankbiljetten met dieren in roulatie gebracht, waaronder het biljet van 50 florin met een afbeelding van de shoco. In 1994 werden vier postzegels uitgegeven met afbeeldingen van de shoco en het embleem van de Wereldnatuurfonds.  De Centrale Bank van Aruba gaf in 2012 een zilveren 5 florin Arubaanse “Shoco” herdenkingsmunt uit. Deze werd door de Koninklijke Nederlandse Munt voorzien van "augmented reality", waardoor men de munt met een smartphone kan scannen om toegang te krijgen tot meer informatie over de munt en de shoco. Ook zijn er een tweetal jeugdboeken verschenen waarin de shoco de hoofdrol heeft: van de hand van Jacques Thönissen Shon Shoco weet raad (2005) en van Charlotte Doornhein De roep van de shoco / E grito di e shoco (2014), een tweetalige geschenkboek dat speciaal is geschreven voor het Arubaanse Kinderboekenfestival.